# Xã Arion, Quận Cloud, Kansas
Xã Arion (tiếng Anh: Arion Township) là một xã thuộc quận Cloud, tiểu bang Kansas, Hoa Kỳ. Năm 2010, dân số của xã này là 100 người.